# Discografia lui Jay Sean
Aceasta este o listă ce cuprinde lansările cântărețului britanico-asiatic Jay Sean

## Clasamente

### Albume
| An   | Statistici | Discuri single                                |
| ---- | --- | --------------------------------------------- |
| 2003 | Me Against Myself - Lansare: 8 noiembrie 2004 - Case de discuri: Relentless / Virgin - Clasare: locul 29 (Regatul Unit)      | - „Dance With You” - „Eyes On You” - „Stolen” |
| 2008 | My Own Way - Lansare: 12 mai 2008 - Case de discuri: 2Point9 / Jayded - Clasare: - locul 6 (Regatul Unit), locul 19 (Europa) | - „Ride It” - „Maybe” - „Stay”                |
| 2009 | My Own Way (Deluxe Edition)                                                                                                  | - „Tonight”                                   |
| 2009 | All or Nothing | - „Down”                                      |

### Discuri single
| Anul | Single                              | Poziția maximă | Poziția maximă | Poziția maximă | Poziția maximă | Poziția maximă | Poziția maximă | Poziția maximă    | Album                       |
| Anul | Single                              | Regatul Unit   | ROM            | Polonia        | Olanda         | Europa         | Euro 200       | Billboard Hot 100 | Album                       |
| ---- | ----------------------------------- | -------------- | -------------- | -------------- | -------------- | -------------- | -------------- | ----------------- | --------------------------- |
| 2003 | „Dance with You (Nachna Tere Naal)” | 12             | –              | –              | –              | –              | –              | –                 | Me Against Myself           |
| 2004 | „Eyes On You”                       | 6              | 19             | –              | 18             | –              | 22             | –                 | Me Against Myself           |
| 2004 | „Stolen”                            | 4              | –              | –              | –              | –              | 27             | –                 | Me Against Myself           |
| 2008 | „Ride It”                           | 11             | 1              | 14             | –              | 41             | 26             | –                 | My Own Way                  |
| 2008 | „Maybe”                             | 19             | –              | 4              | –              | 65             | 84             | –                 | My Own Way                  |
| 2008 | „Stay”                              | 59             | –              | –              | –              | –              | –              | –                 | My Own Way                  |
| 2009 | „Tonight”                           | 23             | –              | –              | –              | 70             | 59             | –                 | My Own Way (Deluxe Edition) |
| 2009 | „Down”                              | –              | –              | –              | –              | –              | –              | 1                 | All or Nothing              |